# سن-کلو
سن-کلو (به فرانسوی: Saint-Cloud)شهری در شهرستان او-دو-سن در ناحیه ایل-دو-فرانس فرانسه قرار دارد. جمعیت این شهر ۲۹٬۳۸۵ نفر است